# Moras-en-Valloire
Moras-en-Valloire è un comune francese di 639 abitanti situato nel dipartimento della Drôme della regione dell'Alvernia-Rodano-Alpi.

## Società

### Evoluzione demografica
Abitanti censiti